# Мор, Йозеф
Йозефус Францискус Мор (нем. Josephus Franciscus Mohr, 11 декабря 1792 — 4 декабря 1848) — австрийский католический священник, автор слов известного рождественского гимна «Тихая ночь».

## Биография
Мор родился в Зальцбурге. Будучи внебрачным ребёнком, рос без отца, с нищей матерью. Мальчика заметил приходской священник и хормейстер местной церкви Иоганн Хернле, который признал музыкальный талант ребёнка и позаботился о том, чтобы он получил образование. Мор научился игре на гитаре, скрипке и органе. С 1808 по 1810 год Мор учился в бенедиктинском монастыре в Кремсмюнстере, затем поступил в семинарию в Зальцбурге (1811). 21 августа 1815 года Мор закончил обучение и был посвящён в сан священника.
Мор переехал к своему дедушке в Мариапфаре в 1816 году. Здесь священник написал шестистрофную поэму о Рождестве, которая в будущем станет текстом «Тихой ночи». Из-за проблем со здоровьем в 1817 году Мор вернулся в Зальцбург, а после выздоровления был переведён в Оберндорф в качестве помощника священника. Здесь он встретил органиста и школьного учителя Франца Грубера. 24 декабря 1818 года Мор попросил Грубера написать музыку для рождественского гимна по тексту его поэмы. Грубер сочинил гимн в тот же день и они вдвоём исполнили «Тихую ночь» во время полуночной мессы.
Мор уехал из Оберндорфа в сентябре 1819 года и жил в разным городах. В 1827 году был пастором в Хинтерзее, откуда в 1837 году переехал в Ваграйн. В Ваграйне Мор завоевал славу реформатора и пользовался большим авторитетом. Здесь он прожил до самой смерти — 4 декабря 1848 года. 
Франц Грубер и Йозеф Мор изображены на австрийских почтовых марках 1948 и 1987 гг.